# Sport Vereniging Tuna
Sport Vereniging Tuna é um clube de futebol surinamês sediado em Paramaribo no Suriname. Foi o primeiro campeão do Campeonato Nacional de Futebol.
Disputa o Campeonato Surinamês de Futebol.